# Mosbruch
Mosbruch là một đô thị thuộc huyện Vulkaneifel, trong bang Rheinland-Pfalz, phía tây nước Đức. Đô thị này có diện tích 3,39 km², dân số thời điểm ngày 31 tháng 12 năm 2006 là 164 người.